# 一松政二
一松 政二（ひとつまつ まさじ、1893年（明治26年）9月10日 - 1974年（昭和49年）3月15日）は、大正から昭和期の実業家、政治家。参議院議員（2期）。

## 経歴
大分県下毛郡小楠村一ツ松（中津町を経て現中津市）で、一松嘉蔵の二男として生まれ、1936年（昭和11年）に分家した。中津中学校（現大分県立中津南高等学校）を経て、特待生として東京高等商業学校に入学し、1916年（大正5年）に卒業した。
同郷の先輩磯村豊太郎の知遇を得て1916年に久原鉱業（現JX金属）に入社し、その後、久原商事（久原財閥）に転じた。英語に堪能で貿易業務を担当しニューヨーク支店長を務めた。帰国後、日本鉱業（現ジャパンエナジー）運輸部長に就任し、以後、久原財閥からの派遣で、日本汽船、樺太汽船、中山製鋼所などの取締役を兼務した。1935年（昭和10年）東京油脂が成立され社長に就任した。
1947年（昭和22年）4月の第1回参議院議員通常選挙に大分県地方区から日本自由党公認で出馬して初当選（補欠、任期3年）。1950年（昭和25年）6月の第2回通常選挙でも再選され、参議院議員を連続2期務めた。この間、参議院商業委員長、同懲罰委員長、第3次吉田内閣行政管理政務次官、自由党渉外部長、同常任総務などを務めた。英語の能力によりGHQとの交渉にも当たった。1956年（昭和31年）7月の第4回通常選挙に立候補したが投票前に辞退した。また、1958年（昭和33年）5月の第28回衆議院議員総選挙で大分県第2区から立候補したが落選した。
1965年（昭和40年）秋の叙勲で勲二等瑞宝章受章。
1974年（昭和49年）3月15日死去、80歳。死没日をもって勲二等旭日重光章追贈、正四位に叙される。